# تپه حاج عیسی سلطان‌پور
تپه حاج عیسی سلطان پور مربوط به هزاره ۴ و ۳ قبل از میلاد است و در ایذه، محله حاج عیسی سلطان پور واقع شده و این اثر در تاریخ ۲۶ اسفند ۱۳۸۷ با شمارهٔ ثبت ۲۵۹۷۵ به‌عنوان یکی از آثار ملی ایران به ثبت رسیده است.